# A közgazdaságtan története
A közgazdaságtan története azokkal az elképzelésekkel foglalkozik, melyek az ókortól kezdve egészen napjainkig meghatározták a politikai gazdaságtan és a közgazdaságtan szemléletét. Számos gazdasági iskola jött létre, melyek hatással voltak erre a fejlődésre. Az Arisztotelészhez hasonló görög írók a gazdagság megteremtésének „művészetérők” fejtették ki véleményeiket, és felvetették a magán- vs. Köztulajdon kérdését is. A középkorban az Aquinói Tamáshoz hasonló skolasztikusok azzal érveltek, hogy az üzletkötők morális felelőssége, hogy mindent a méltányos áron adjanak tovább.
Gyakran Adam Smith brit filozófust tekintik az első közgazdásznak, aki 1776-ban megírta A nemzetek gazdagsága című értekezését. Elképzelései alapjául elődjeinek, a XVIII. században tevékenykedő összefüggő munkássága számított. Elsősorban a fiziokraták műveire támaszkodott. Könyve az ipari forradalom, a gazdaságban nagy változásokat hozó folyamatok előestéjén jelent meg. Smith követői közé olyan klasszikusok tartoznak, mint Thomas Malthus, David Ricardo, és John Stuart Mill. Azt vizsgálták, a földtulajdonra, a tőkére és a munkára alapozott osztályok hogyan termelték meg és osztották fel egymás között a javakat. Ezen kívül a népesedés és a nemzetközi kereskedelem kérdésköreivel is foglalkoztak. Először Karl Marx kritizálta a tőkés társadalmi rendszert, mint a nép kötelességét amit irracionálisnak és ellentmondásosnak és elidegenítőnek jellemzett.

## Az ókorban
A klasszikus ókor népeinél, görögöknél és rómaiaknál az anyagi érdekek előnyomulásával a gazdasági jelenségek is a kutatás tárgyát képezik. A görögöknél különösen Platón, Arisztotelész, Xenophón stb. már behatóan foglalkoznak egyes gazdasági kérdésekkel. Az érték, a pénz, a kereset, a gazdagság, a gazdaság, a munkamegosztás és más kérdéseiről tárgyalnak. Leginkább figyelemre méltóak azonban a jövedelemeloszlás kérdései, melyek természetesen a demokrácia győzelmével és a vagyonegyenlőtlenség növekedésével legnagyobb fontossággal bírtak. A szocialisztikus eszmék is mindinkább elterjedtek. Legnagyobb fontosságú Platón politikája, melyben az individualisztikus társadalommal szemben egy szocialisztikus eszményi társadalmat rajzol, valószínűleg azon célból, hogy a mindinkább hirdetett egoisztiko-szocialisztikus nézeteket cáfolja. A fényűzés kérdése is nagyobb jelentőségre emelkedik már. Platón az egyszerű életet pártolja; Arisztotelész a fényűzés hasznosságát védi. Sok kérdésben azonban e kornak még nagyon kezdetlegesek voltak a nézetei. Arisztotelész nem képes a kamat, a kereskedelem jogosultságát felismerni, ellenben szükségesnek tartja a rabszolgaságot. A rómaiaknál is számos író foglalkozik közgazdasági kérdések fejtegetésével, ami már a jog beható művelésével függ össze. Különösen a forgalom, a pénz, a mezőgazdaság egyes kérdései részesülnek tárgyalásban; ez utóbbi különösen a híres agrárírók, Varro, Columella munkáiban. Cicero, Seneca, az idősebb Plinius munkáiban is számos közgazdasági eszmére akadunk; Paulus igen érdekes fejtegetését adja a pénznek. A közgazdasági élet alapkérdései különösen sztoikusoknál és epikureusoknál tárgyaltatnak, akiknek általában individualisztikus és túlnyomóan kapitalisztikus felfogása többnyire visszahatott az újabb korban létesített intézményekre, főleg azon államokban, amelyek a római jognak nagyobb befolyást engedtek.

## A középkorban
A középkor sem nyújt nekünk még teljesebb kidolgozott gazdasági rendszereket, leginkább a kánonjog által kidolgozott gazdaságjogi elveket lehet még annak tekinteni. Az egyházi írók, elsősorban azok, kik egyúttal gazdasági kérdésekkel foglalkoztak, leginkább az erkölcs szempontjából vizsgálták a gazdasági jelenségeket; azért volt nekik a méltányos ár (justum pretium), akarat, a pénz kérdése oly fontos. Különösen a szegényügy kérdéseit is tárgyalták. Kiválóbb írók e korban: Aquinói Szent Tamás, Albertus Magnus, Niccolo Machiavelli, Oresme, Firenzei Szent Antal, Sienai Szent Bernát, Colonna, Petrarca stb.

## Az újkorban
Az újkor változott viszonyaival új közgazdasági eszmék és felfogások terjedtek el. A középkori decentralizáció helyébe a centralizáció lép; nagyobb államok keletkeznek, erősebb központi kormányokkal. A központi hatalom növekedése és súlyának fenntartása, párosulva a megváltozott hadi szervezettel, nagyobb igényeket támasztott az állami pénzügy terén, és már ezen okból mindinkább elterjedt az a nézet, hogy az állam hatalma a pénztől függ. A pénz nagy fontosságát még az ipar és kereskedelem emelkedése is fokozta, mely utóbbi azonban egyúttal okozata volt a nemes ércek szaporításának.

## A merkantilizmus
Az is hozzájárult a pénz túlbecsüléséhez, hogy azt tapasztalták: különösen azon államok gazdagsága mutatott egy időben nagy haladást, melyeknek elsősorban jutott az újonnan felfedezett világrész nemesércbőségéből. Mi sem természetesebb, minthogy azok az írók, akik az állam anyagi jólétének forrásait kutatták, a nemesérceket tekintették a gazdaság legfőbb tényezőjének. Ez a felfogás a merkantilizmusban jut a legerősebben kifejezésre, ami az első jelentékenyebb közgazdasági rendszert képezi; bár az sokkal inkább gazdaság-politikai és gazdaság-adminisztratív, mint tudományos rendszer. A merkantilizmusnak különböző irányai vannak, legtökéletesebb alakját képezi az ún. mérlegtan, amely szerint a legbiztosabb eszköz a nemesércek megszerzésére a külkereskedelem olyan alakulása, amely kedvező árumérleghez vezet, azaz olyan mérleghez, amely szerint nagyobb az állam árukivitele, mint árubevitele, mert ilyenkor a külföldnek nagyobb vásárlásait nemes érccel kell kiegyenlítenie. A kedvező mérleg előidézésére pedig különösen a beviteli és kiviteli vámokat, kiviteli jutalmakat, az ipar minden módon való előmozdítását, gyarmatalapítást, a hajózás emelését stb. tekintették legalkalmasabb eszközöknek. A merkantilizmus úgy elméletileg, mint gyakorlatilag sok hasznot hajtott, bár természetesen túlzásai sokban és sokszor hátráltatólag hatottak. A merkantilizmus az által is jótékonyan hatott, hogy a pénz helyettesítésének eszközeire irányította a figyelmet, ami a hitel fellendülését eredményezte; ez volt a legbiztosabb mód a későbbiekben a merkantilizmus babonáinak eloszlatására. A merkantilizmus Spanyolországból indult ki, legtökéletesebb, jóformán legfinomabb formáját Angliában találhatjuk; képviselői közé tartoznak: Serra, Mélon, Frobonnais, Mun, Child, Culpeper, Klock, Seckendorff, Justi, Hornek; részben ide tartoznak még Szenart, Sonnenfels, Genovesi is. A merkantilizmusnak kiváló államférfiak is voltak hivei, nevezetesen Colbert, miért is e rendszert gyakran colbertizmusnak nevezik. Mindenesetre Colbert már nagyon felvilágosodott merkantilista volt, aki már a munkát tekintette tulajdonképp minden gazdagság forrásának.

## A fiziokratizmus
A 18. század második felében Franciaországban kibontakozó közgazdasági irányzat.
XIV. Lajos politikája, az abszolút monarchia rengeteg pénzbe került, melyhez Colbert merkantilista gazdaságpolitikája, a colbertizmus igyekezett előteremteni az erőforrásokat. Ennek eredményeként az országban a gabonakorlátozások miatt nagy volt az éhínség, a mezőgazdaság a tönk szélén állt. Ezért indult ádáz elméleti harc a merkantilizmus ellen, mely harcot Boisguillebert kezdte, majd a fiziokraták tetőzték be.
A fiziokratizmus, mely elnevezés a görög „természet+erős” szavakból származik a francia felvilágosodás közgazdasági vonulatát jelenti. Filozófiai alapja a "természetes rend" eszméje volt, mely alatt a gazdaságban is az ész uralmának megteremtését érti. Képviselői, a fiziokraták szerint az emberi cselekvés a fizika világához hasonlóan szigorú kalkulációknak, mérlegeléseknek van alávetve, ezért a gazdasági élet önszabályozása az egyéni érdekek szabad hajhászásán át valósul meg. Emiatt az állami beavatkozás a gazdaság természetes rendjét a fiziokraták szerint megzavarja. Mivel a 18. században a földművelés volt a gazdasági élet alapja, az ipar pedig a mezőgazdaság függvénye, ennek megfelelően a fiziokratizmus a mezőgazdaságban látta a gazdagság egyetlen forrását, az ipart pedig improduktív foglalkozási ágnak tartotta, ahol nem keletkezik "tiszta termék", azaz értéktöbblet. Ezen elméleti megállapításból kiindulva a fiziokraták csak a mezőgazdaságot akarták adóztatni, s ezzel valójában az ipari fejlődést segítették, melynek állami támogatását támadták. Ábrázolásukban a mezőgazdaság már tőkés mezőgazdaság. A gazdasági élet központi szereplője már nem a földesúr, hanem a tőkés bérlő.
A fiziokratizmus megteremtője François Quesnay. A jelentősebb fiziokraták: Anne Robert Jacques Turgot, Mirabeau márki, Dupont de Nemours.

## Klasszikus közgazdaságtan

### Adam Smith
Tudományos tekintetben sem a merkantilizmus, sem a fiziokratizmus nem volt kielégítő. Olyan tanrendszer, mely magasabb tudományos igényeket kielégíthetett, mely a gazdasági jelenségek mélyebb felfogásából indul ki és mely egyúttal a gazdasági jelenségek egész körének megértésére törekedett, csak ezek után, részben ezek nyomán keletkezett. És ez az a rendszer, melynek forrásául Adam Smith-nek 1776-ban Inquiry into the nature and causes of wealth of nations (Vizsgálódások a nemzetek gazdaságának természetéről és okairól) című korszakalkotó munkáját kell tekinteni. E rendszer főbb elvei a következők:
- 1. a nemzeti gazdagság forrásának elsősorban a munkát tekinti, habár mellette a természet és a tőke jelentőségét elismeri. Ezzel tehát lerontotta az eddigi felfogások egyoldalúságát és az eddig eléggé nem méltányolt munkát, tehát vele az embert teszi a gazdaság fő eszközévé;
- 2. az anyagi boldogulást az egyénre és a nemzetre vonatkozóan az egyesek versenyére vezeti vissza, mely azonban csak teljes gazdasági szabadság mellett fejlődhet. Ezzel egyúttal visszautasítja az állam beavatkozását és gyámkodását;
- 3. az egyén gazdasági tevékenységének fő rugóját az önérdekben találja, mely azonban a verseny mellett oly irányt nyer, hogy a közérdekkel összhangba jut.

Mindezek nagy jelentőségű elvek, melyek alkalmasak voltak az egész gazdasági életet alakítani. Megjegyzendő még, hogy elméleti tekintetben Smith azon felfogásnak hódolt, hogy a gazdasági élet is, épp úgy mint a természet, szigorú törvényeknek van alávetve; gyakorlatilag különösen az ipari és kereskedelmi szabadságot követelte. Smith könyve egy új rendszer alapja lett a közgazdaságtanban, és e rendszer egyes lényeges részeiben maradandó jelentőséget szerzett. Azonban az ezen rendszerből később kiinduló – az önérdek túlbecsülése és tiltakozás az államnak közgazdasági tevékenysége ellen – csakhamar tévedésnek bizonyultak, melyek tarthatatlanok, és melyek több új tudományos irány kiindulási pontját képezik. A smithanizmushoz nagyjából csatlakozott Ricardo és Malthus, az újkori nemzetgazdaság két másik korifeusa, kik különösen a jövedelemeloszlási és népességi tanok vizsgálódásába kezdtek, s így lényeges pontokon kiegészítették Smith tanait. Ennek a triásznak a tudományos alkotása az újkori közgazdaságtan, amelyet a smithianizmus, indusztrializmus, liberális, angol, ortodox stb. közgazdaságtan néven említenek és amelyet túlzásai miatt különösen a szocialisták „vulgáris”, „burzsoá”, „manchesteri” ökonómiának is neveztek. Látni ebből, hogy ezen rendszer, mivel főleg az angol szellem műve, szükségképpen az angol gazdasági élet alakulásainak és törekvéseinek hatása alatt áll, és habár a gazdasági és különösen a külkereskedelmi szabadság elve alapján kozmopolitizmussal vádolható, mégis igen erős nemzeti jelleget visel. A társadalmi gazdaságtan terén még különösen a következő irányok és iskolák említendők: ...

## Fejlődési irányok a 19. század második felében

### Történeti iskola
E néven a nemzetgazdaságtan azon irányát értik, amely az angol ortodox iskola tanításával ellentétbe helyezkedett, azt hirdetvén, hogy a nemzetgazdaságtan nem képes örök érvényű, csak fejlődési törvényeket felfedezni, melyek azt tanítják, hogy a nemzetgazdasági intézmények változnak a nép fejlődési foka, kulturális állapota szerint, jogosultságuk tehát a népélettel való összefüggésben rejlik. A történeti iskola a történeti tények méltatását előmozdította, mélyebb betekintést engedett a gazdasági élet rugóiba és a régi iskola ortodoxiáját megtörte. Mindamellett a tudomány alapelméletét lényegesen nem változtatta és újabban inkább egyszerű gazdaságtörténeti kutatásokra szorítkozik. Legnagyobb érdeme abban rejlik, hogy a népélet nyilvánulásainak megfigyelésével a gazdasági életben működő erkölcsi erők hatására figyelmeztetett, és utat egyengetett más felfogásoknak. A történeti iskola alapvető munkái: Knies: Die politische Ökönömie vom geschichtlichen Standpunkte (Braunschweig, 1853); Hildebrand: Die Nationalökönömie der Gegenwart und Zukunft (M. m. Frankfurt 1848), Roscher: Grundriss zu Vorlesungen über dea Staatswirthschaft nach geschichtlicher methode (Göttinga, 1843); az angoloknál különösen Cliffe Leslie volt a történeti iskola lelkes szószólója, melynek legjelentékenyebb képviselői: Thorold Rogers, Cunningham, Ashley stb.

### Romantikus iskola
Az első ellenzék az indiviualisztiko-egoisztikus angol nemzetgazdaságtannal szemben tulajdonképpen nem a történeti, hanem a romantikus iskolából indul ki, mely az egyénnel szemben az állam szerves összefüggését és fejlődését hangsúlyozza, mely eszményét a középkorban keresi és a társadalmi élet erkölcsi természete mellett a vallásra fektet nagy súlyt. A gazdasági tevékenységet az ember magasabb rendeltetésével hozza összefüggésbe. Ez irány némi találkozó pontot mutat a modern szocializmussal, amellyel az individualizmus alapján fejlődött gazdasági állapotok szigorú bírálatában megegyezik. A romantikus iskola az általánosan elterjedt angol nemzetgazdaságtan uralkodó természeti felfogása ellen az első tiltakozás. Ennek az irányzatnak a legkiválóbb képviselői Burke, Müller, Haller, Gentz stb. voltak.

### Tanszéki szocializmus
A „tanszéki szocializmus” avagy „katedraszocializmus” (németül Kathedersozialismus) különösen a történeti iskola befolyása alatt több író az induktív módszer alkalmazását vette célba, és ennek segítségével vizsgálva a gazdasági jelenségeket arra az eredményre jutott, hogy a régi nemzetgazdaságtan több tana, így az állam beavatkozására vonatkozó tan, a munkabér és általában a jövedelemeloszlás tana módosítandó. Minthogy ezen irányzat leginkább a munkáskérdéssel foglalkozott, ezen a téren gyakorlati követelményeket fogalmazott meg, és többnyire a német egyetemek tanárai által hirdetett „tanszéki szocializmus” nevet kapta. Ennek az iránynak legnevezetesebb írásai: Schmoller: Grundfragen des Rechts in der Volkswirthschaft (Jéna, 1875); Brentano: Die englischen Gewerkvereine (Lipcse, 1872); Scheel: Die Theorie der socialen Frage (Berlin, 1872). Az angoloknál ezekhez legközelebb áll: Ingram: The present position and propects of political economy (Dublin, 1878).

### Etikai iskola
A történeti iskola az etikai irány előkészítője is volt, amennyiben a népéletben működő erkölcsi tényezőkre figyelmeztetett. Az etikai iskola különösen a régi elméletnek azon tana ellen foglal állást, mely szerint a gazdasági életben egyedül a rideg egoizmus működik. Ez irány képviselőihez számíthatók különösen: Thünen, Wagner, Schäffie, Lange Németországban; Ingram, Sidgwick, Syme, Toynbee, Marshall, Ruskin Angliában; Clark, Walker, Ely Amerikában; Necker, Sismondi, Gide Franciaországban; Cossa, Loria, Cusumona Olaszországban; Azcárate Spanyolországban stb. Különösen a nagy történetírónak, Carlylenak föllépésével függ össze ez iskola terjedése.

### Természettudományi iskola
Több író felismerte a természet és a gazdasági élet megnyilvánulásai közötti hasonlóságot, és a gazdasági jelenségek magyarázatára a természettudományi törvényeket akarta felhasználni; ezen írók közé tartoznak Schäffle, Herbert Spencer, Lilienfeld, Lavergne-Peguilhen stb.

### Védvámiskola
A szabadkereskedelmi iskolával szembehelyezkedett egy iskola, amely a gazdaság természetes fejlődéséhez szükségesnek tartotta a termelési ágak összhangzatos fejlődését. Ennek biztosítása bizonyos körülmények között a gyengébb és a külföldi verseny által létükben veszélyeztetett termelési ágak, elsősorban az ipar érdekében védvámok alkalmazását kívánta. Ennek az iskolának a  törekvései lényegében nem voltak képesek az ortodox angol nemzetgazdaság elméletét javítgatni. Az iskola elméleti törekvései általában kevésbé sikerültek, mint gyakorlati törekvései, ezek pedig csak a nemzetközi munkamegosztás túlzásba vitt hibájában találtak erősebb támaszt. A védvámiskola legkiválóbb mesterei voltak Friedrich List, Carey, kiválóbb képviselői közé tartoznak Greeley, Peshine Smith, nálunk Kossuth, Beöthy Leó, Mudrony stb.

### Matematikai iskola
Matematikai iskolának nevezik azon irányzatot, amely a gazdasági törvények fölfedezésére a matematikai modellek alkalmazását tartja legalkalmasabbnak. Ide tartoznak különösen Cournot, Fuoco, Gossen, Walras, Jevons, Macleod, Edgeworth, Fisher, Pigou stb. Ebből az irányzatból fejlődött ki a szűkebb értelemben vett modern közgazdaságtan a 20. században és ez vált főáramúvá, a többi iskola képviselői pedig kiegészítő szerepre kényszerültek, illetve más tudományterületekre sorolódtak át, mint például szociológia, gazdaságtörténet, gazdaságetika, gazdaságpolitika, összehasonlító gazdaságtan stb.

## A modern (matematizált) közgazdaságtan
A matematikai iskola a 19. század végére, a 20. század elejére lassan kiszorította a „közgazdaságtan” címkéje alól a többi iskolát mind az akadémiai szférában, mind az oktatásban, ugyanakkor az időközben bekövetkező gazdasági események hatására megindult magán az irányzaton belül is a szétfejlődés. A világ három részre – az első világnak nevezett kapitalistára, a második világnak nevezett szocialistára és a harmadik világnak nevezett szegény térségre – bomlott. Mindegyiknek sajátos problémái voltak, és a politikusok egyre nagyobb gyakorlatiasságot vártak el a közgazdaságtantól.
A tapasztalatok bővülése mellett az alkalmazott matematikai apparátus is fejlődött, egyre bonyolultabb modellek jelentek meg, mint például a differenciálegyenletek. A modellek ellenőrzéséhez egyre több adatra volt szükség, ezért intézményesült a statisztikai adatgyűjtés. Végül az adatfeldolgozást és a modellezést egyaránt meggyorsította a számítástechnika robbanásszerű  fejlődése a 20. század második felében.

### Neoklasszikus közgazdaságtan
A matematikai iskola nagyjából az 1870-es évektől kezdve először próbálta meg a közgazdaságtant egy formalizált, absztrakt, pozitivista tudományként felépíteni. A kor matematikai közgazdászai által ekkoriban közösen elfogadott előfeltevéseket neoklasszikus konszenzusnak nevezzük. A neoklasszikus közgazdaságtan ezen előfeltevések alapján jött létre. A klasszikus közgazdaságtan képviselőihez hasonlóan a neoklasszikusok is azt állították, hogy a gazdasági egyensúly kormányzati beavatkozás nélkül, automatikusan létrejön, ezt pedig matematikai módszerekkel igazolták, mint például a Walras-törvényt.

### Keynesianizmus
Az első világháborút követő, hullámokban jelentkező egyre nagyobb gazdasági és pénzügyi zűrzavar John Maynard Keynest a neoklasszikus elméleti konszenzus elhagyására késztette. Az akkoriban jellemző kormányzati elzárkózást feladva olyan, a gazdasági ciklusok ellenében ható stabilizációs gazdaságpolitika bevezetését és vitelét javasolta, mely a fiskális politikán keresztül élénkíti a keresletet és a gazdasági növekedést. Ilyennek tekinthető az USA-ban bevezetett New Deal és az Adolf Hitler hatalomra jutását követően létrejött német irányított gazdasági modell. Angliába a második világháború után nyert teret. A keynesi elvek alkalmazása az 1970-es évekig jelentős és egyenletes prosperitást hozott.
1944-ben Keynes egy olyan nemzetközi pénzügyi intézményrendszer létrehozására tett javaslatot, amely globálisan szavatolta volna a pénzügyi stabilitást. Az ehelyett megvalósult Bretton Woods-i rendszer azonban végső soron az Amerikai Egyesült Államok dominanciáját betonozta be a nyugati világban a hidegháború időszakára.
Elméleti szinten újabb törés állt be a keynesianizmussal: szétvált egymástól a mikroökonómia és a makroökonómia. Amíg korábban mind az egyén, mind az egész társadalom szintjén harmonikus viszonyokat, egymással kiegyenlített keresletet és kínálatot, az árak stabilizálódását jósolta a közgazdaságtan, ahol a válság anomália volt, addig a keynesi tanok az egyéni viselkedésből többé nem vezettek le automatikusan létrejövő társadalmi harmóniát, és a gazdasági válság, az egyensúlytalanságok folyamatosan leküzdendő és menedzselendő problémát jelentettek.

### Monetarizmus
Friedrich von Hayek az 1930-as években az egyéni szabadság sérülését, egy új jobbágyságba vezető utat látott az állam gazdasági szerepvállalásában. A Szovjetunió a tervgazdaság, a náci Németország az irányított gazdaság révén erősödött meg, miközben az előbbiben sosem volt, az utóbbiban pedig megszűnt a liberális demokrácia. Hayek libertariánus alapon az egyéni szabadság, a szabad vállalkozás és a kormányzati beavatkozás megszüntetése mellett érvelt, a szocializmus minden árnyalatát elvetette.
A keynesiánus elméletnek az 1970-es évekbeli kőolajár-robbanások után bekövetkezett csődje után került előtérbe a Milton Friedman nevéhez köthető monetarizmus. Friedman az individualizmus és a kollektivizmus, a liberalizmus és a szociáldemokrácia/szocializmus ellentéte alapján fogalmazta meg a keynesianizmus kudarcának okait. Elméletében arra összpontosított, hogy miként lehetne elérni dereguláció és jobb monetáris politika alkalmazásával kilendíteni a stagflációból az európai országok gazdaságát.

### Legújabb fejlemények
A monetarizmus és a neoklasszikus közgazdaságtan egyesüléséből az 1970-es évek végén létrejött az úgynevezett újklasszikus iskola, melynek jelentős képviselői Robert Lucas és Edward Prescott. Itt az automatikusan létrejövő piaci egyensúlyt a jövőt illető racionális várakozások biztosítják.
Ez újabb vizsgálandó területeket nyitott az 1980-as években. 
- Mit értünk „racionális” alatt, és vajon tényleg racionálisak-e az emberek döntései? Herbert Simon amerikai pszichológus kísérleti közgazdaságtani kutatásai igazolták, hogy a racionális döntéshozatal csak korlátozottan jellemzi az embereket.
- Milyen információk birtokában születnek meg a várakozások és a racionális döntések? Az információ gazdaságtana olyan helyzeteket vizsgál, amelyekben nem azonos az információk eloszlása a gazdasági szereplők között. Ezen az igazán csak a 21. század elején felfutó szakterületen kutatott például Joseph Stiglitz.
- A többszereplős szituációkban meghozott döntések időbelisége, egymásutánisága stratégiai cselekvést jelent, amelyet a játékelmélet segítségével modellezik a közgazdászok.

Az emberi viselkedés társadalmi, érzelmi és kognitív részeinek vizsgálata segítséget nyújt abban, hogy jobban meg lehessen érteni a fogyasztók, kölcsön adók és befektetők gazdasági döntéseit – ezáltal hozzájárulnak a makroökonómia mikroökonómiai megalapozásához, vagyis a megosztott közgazdaságtan egyesítéséhez.
Az 1980-as évektől kezdve új kihívások elé került a kormányzati gazdaságpolitika. Az  újkeynesiánus elméletek Keynes gondolatait fogalmazzák újra a felsőbb matematika nyelvén és az újklasszikusok által bevezetett fogalmakkal. A reálgazdasági üzleti ciklusok (RBC) elmélete a makroökonómia területén hozott újításokat.
Az 1990-es évektől a Szovjetunió és a hidegháború megszűnésével ismét újabb kutatási területek jelentek meg a közgazdaságtanban. 
- A globalizáció miatt a harmadik világ problémái is napirendre kerültek: ide tartozik például Amartya Sen fejlődés-gazdaságtana.
- A fenntarthatóságot tartja szem előtt az egyre nagyobb teret hódító környezetgazdaságtan és az ökológiai gazdaságtan.[4][5]
- A pénzügyek és pénzügyi kockázatkezelés terén is ugrásszerű változások következtek be, amikor a származtatott pénzügyi eszközök (derivatívok) elterjedtek. A 2000-es évek gazdasági válságai mind a pénzpiacokról indultak, ami egyfelől az azokat szabályozó intézményrendszer, másfelől az elmélet elégtelenségét mutatja. A pénzpiaci szabályozatlanság és a túlszabályozás között még nem sikerült megtalálni az egyensúlyi pontot.